# Brough Sowerby
Pour les articles homonymes, voir Brough et Sowerby.
Brough Sowerby est un village et une paroisse civile de Cumbria, situé dans le nord-ouest de l'Angleterre. 